# История герба России

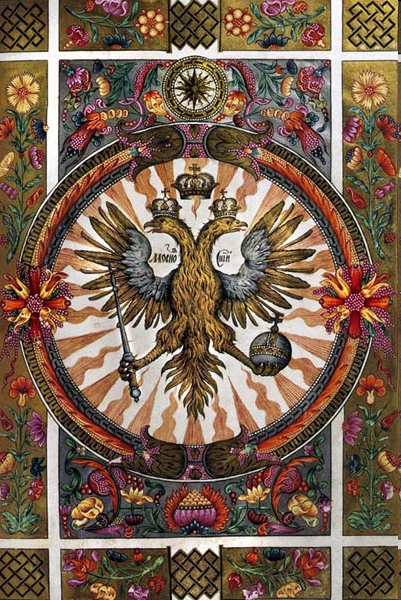
«Царский титулярник», Страница из экземпляра РГАДА.
«Титулярник» открывается изображением золотого двуглавого орла под тремя коронами, со скипетром и державой в лапах. Надпись на гербе — «Московский»

История герба России — история появления и становления государственного символа — от изображения двуглавого орла на государственной печати Ивана III (символ Московского княжества) вплоть до настоящего времени (герб современной России).

## Символы Московского княжества

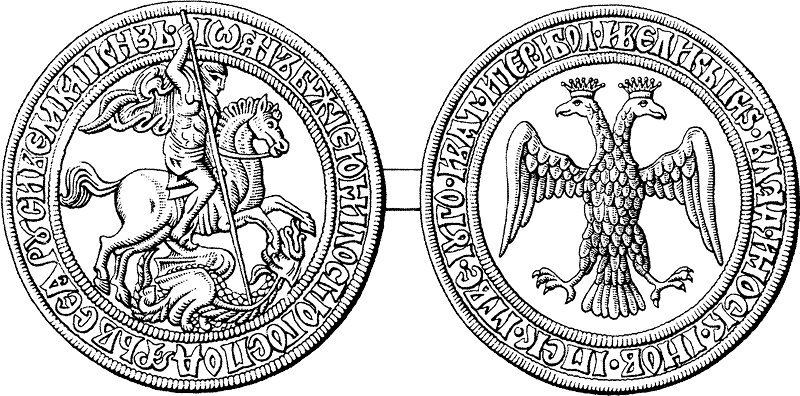
Печать Ивана III Васильевича (лицевая и оборотная стороны).
1497 год

На печати Ивана III Великого, доставшейся от Василия II Васильевича Тёмного, изначально был изображён лев, терзающий змею (лев — символ Владимирского княжества). Однако в конце XV века был избран новый символ государства — всадник (ездец). Вторым символом был избран двуглавый орёл, копируя символику Священной Римской империи — сильнейшего государства Западной Европы, московский князь изображал себя наследником восточной части распавшейся Римской империи — Византии. У Ивана III был формальный повод — он был женат на Софии Палеолог, происходившей из последней правящей в Византии династии, дочери морейского деспота.
Первым достоверным свидетельством использования двуглавого орла в качестве государственной эмблемы является печать, скрепившая в 1497 году его грамоту на земельные владения удельных князей. Тогда же изображения позолоченного двуглавого орла на красном поле появились на стенах Грановитой палаты в Кремле. Существует версия о более раннем появлении двухглавого орла, в 1490 году, так же есть и описание его: «в гербе своем употребляет он черного двуглавого орла, с коронами, в зеленом поле».

## Герб Русского царства

Малая печать Ивана IV Васильевича с единорогом (лицевая и оборотная стороны)

Герб с рисунка печати царя Алексея Михайловича, 1667 год

Гербом двуглавый орёл становится при Иване Грозном, русском царе. Герб Русского государства дополняется в центре сначала единорогом, а затем — вместо него — московским символом — всадником-змееборцем. Также появляется православная символика, отражающая роль официальной религии.
Всадник традиционно воспринимался как изображение государя. Со времени Ивана Грозного и раньше всадник на русских монетах и печатях трактовался как «князь великий на коне, а имея копье в руце». Подобная трактовка изображения оставалась неизменной до начала 18-го века, и только в петровское время (примерно с 1710-х годов) его впервые стали называть «святым Георгием».
На Большой печати Бориса Годунова (не позже 1604 года) двуглавый орёл изображается с тремя коронами.
Во времена смуты русский государственный символ активно использовался Лжедмитриями (I, II, III). В отличие от предыдущих, в одной из печатей Лжедмитрия I всадник был повёрнут направо по западноевропейской геральдической традиции (что говорит об иностранном происхождении печати).
Во времена царя Алексея Михайловича орёл получает символы власти: скипетр и державу.
Во времена правления Петра I секретарь австрийского посла в России И.-Г. Корб ведёт «Дневник путешествия в Московию». Дневник содержит подробный рисунок государственной печати.

## Герб Российской империи

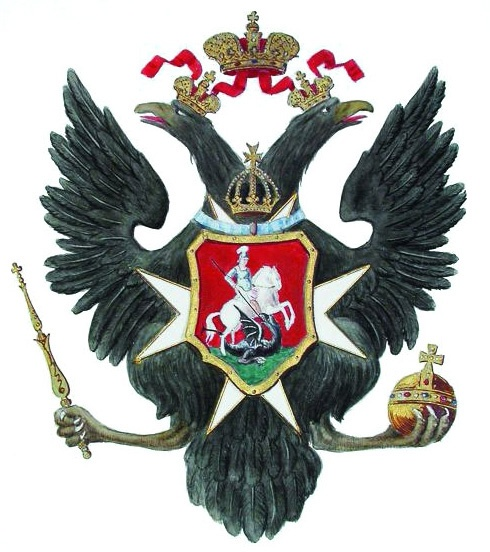
Герб, утверждённый Павлом I в 1799 году

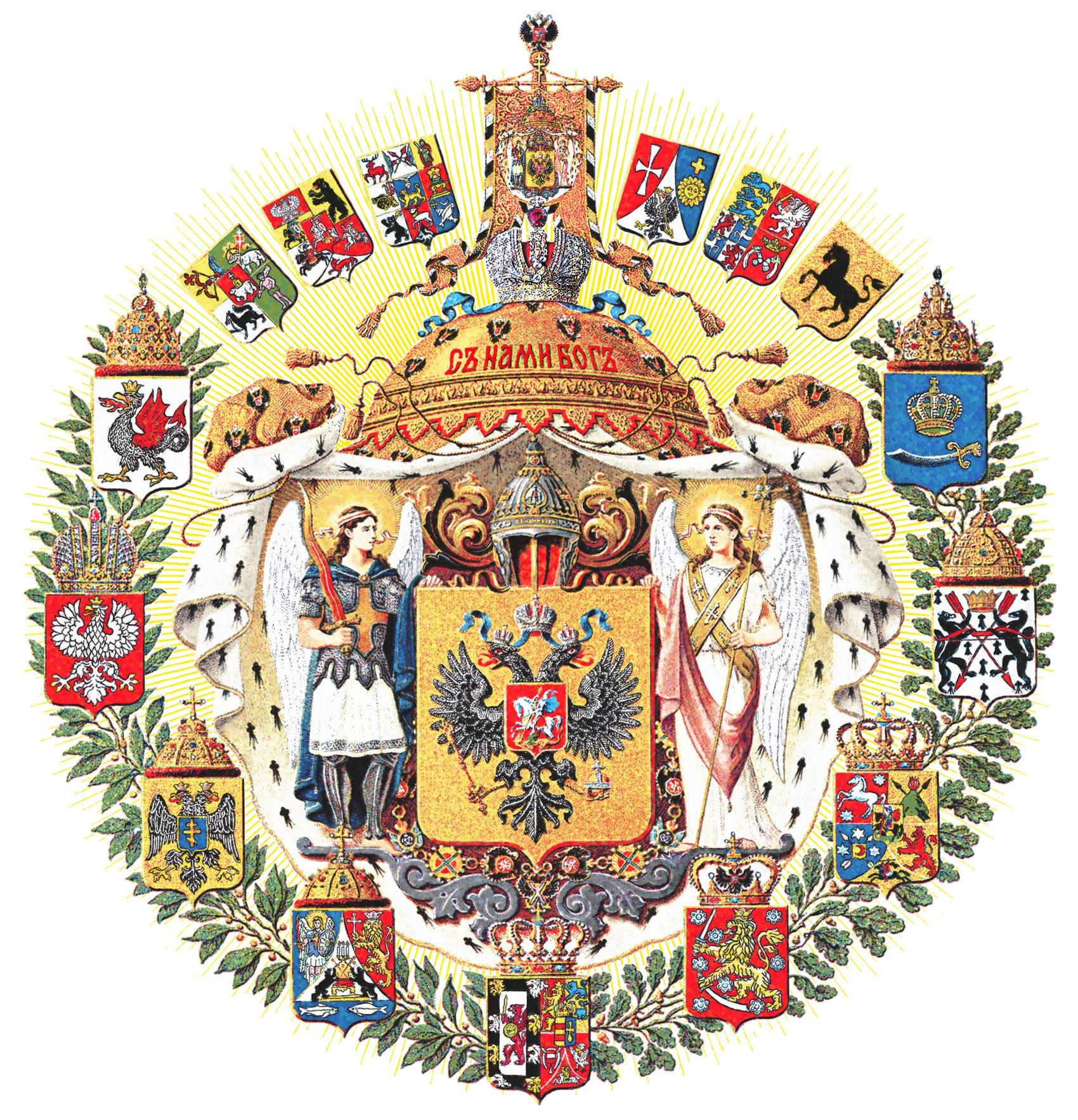
Большой государственный герб России, 1882 год

В 1730—1740-х годах герб получает надолго закрепившуюся форму. В 1736 году императрица Анна Иоанновна приглашает швейцарца по происхождению, шведского гравёра И. К. Гедлингера, который выгравировал к 1740 году Государственную печать, с небольшими изменениями использовавшуюся до 1856 года.
После завоевания Мальты Наполеоном император Павел I становится главой Мальтийского Ордена. В 1799 году Павел I подписывает «Указ о включении в российский герб Мальтийского креста под короной». Крест разместился на груди орла, под московским гербом (который был назван «коренным гербом России»). Также император задумал ввести Полный герб Российской империи. В 1800 году он предложил сложный герб, на котором в многочастном щите было помещено 43 герба. Однако принять этот герб до смерти Павла не успевают.
К этому времени появляются различные варианты герба: к примеру, орёл мог иметь одну корону и держать венок, молнии или факел. Император Николай I принимает два официальных типа гербов: на одном, упрощённом, у орла только основные элементы. На втором официальном варианте герба на крыльях орла появляются титульные гербы: на правом — Казанский, Астраханский, Сибирский, на левом — Польский, Херсонеса Таврического и Финляндский.
При императоре Александре II под руководством геральдиста Б. В. Кёне была проведена геральдическая реформа. Орёл на рисунке получил новые черты, позаимствованные из западноевропейской геральдики — например,  Георгий Победоносец на гербе был повёрнут влево от зрителя. Малый государственный герб был утверждён 8 декабря 1856 года. На нём также добавились щиты с территориальными гербами Российской империи.
Всего же к 11 апреля 1857 года был создан и принят целый комплект из гербов, включая Большой, Средний и Малый государственные гербы. Герб останется практически неизменным вплоть до самой февральской революции, будут вноситься лишь небольшие изменения: например, при императоре Александре III добавится герб Туркестана — ещё одной провинции Российской империи.

## Эмблема России 1917 года

Двуглавый орёл с эмблемы Временного правительства, 1917 год

Весной 1917 года после отречения императора Николая II встал вопрос о новом государственном гербе. «Для разъяснения» данного вопроса собралась группа специалистов: В. К. Лукомский, С. Н. Тройницкий, Г. И. Нарбут, И. Я. Билибин. Это были прекрасные знатоки геральдики, однако решение их отличалось выжидательностью. Они не признавали возможным до созыва Учредительного собрания решать вопрос о государственном гербе России, но считали, что допустимо использование «во всех предусмотренных законом случаях» двуглавого орла без всяких атрибутов и без Георгия Победоносца на груди. 21 марта 1917 года министр-председатель Временного правительства князь Г. Е. Львов и министр иностранных дел П. Н. Милюков утвердили эскиз печати Временного правительства, выполненный художником И. Я. Билибиным.

## Герб Российского государства (1918—1920)

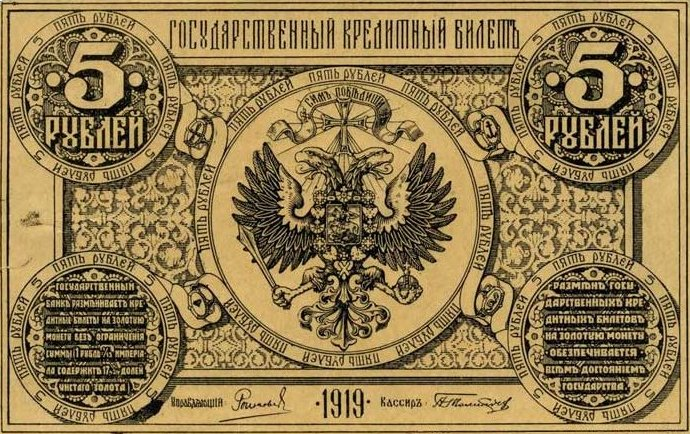
Герб Российского государства на проекте банкноты достоинством 5 рублей правительства адмирала Колчака (автор проекта герба — художник Г. А. Ильин), 1919 год

23 сентября 1918 г. актом Уфимского Государственного совещания «об образовании всероссийской верховной власти» во имя «восстановления государственного единства и независимости России» было создано Временное Всероссийское правительство («Уфимская Директория») и установлено, что оно будет являться «впредь до созыва Всероссийского Учредительного Собрания … единственным носителем верховной власти на всем пространстве государства Российского». 4 ноября был сформирован исполнительный орган Директории — Всероссийский Совет министров. 18 ноября Совет министров объявил о принятии на себя всей полноты верховной власти и затем постановил передать её Верховному правителю России, в качестве которого избрали адмирала А. В. Колчака. Было образовано новое правительство, вошедшее в историю как Омское, которое просуществовало до 4 января 1920 года.
В начале 1919 года в Омске был проведён конкурс по разработке нового российского герба. В соответствии с условиями конкурса, от его участников требовалось сохранить изображение двуглавого орла, заменив «эмблемы царской эпохи» (корону, скипетр и державу) на эмблемы, «характерные для новой возрождающейся государственности».
Основным претендентом на победу из примерно из ста представленных проектов считался герб, созданный художником Г. А. Ильиным. Он оставил на своём эскизе герба державу и цепь ордена Святого Андрея Первозванного, заменив большую корону и скипетр на соответственно крест и меч. Герб венчала надпись на ленте «Симъ побѣдиши».
Хотя официально герб не был окончательно утверждён и существовал в нескольких вариациях, он имел хождение на документах и денежных знаках, выпускавшихся Российским правительством адмирала Колчака.

## Герб РСФСР

Герб РСФСР образца 1978 года

Герб впервые был описан в Конституции РСФСР 1918 года:

«89. Герб Р. С. Ф. С. Р. состоит из изображений на красном фоне в лучах солнца золотых серпа и молота, помещённых крест-на-крест рукоятками книзу, окружённых венцом из колосьев, и с надписью:
а) Российская Социалистическая Федеративная Советская Республика, и
б) Пролетарии всех стран, соединяйтесь!»
— Раздел 6, глава XVII, статья 89 Конституции РСФСР 1918 года
20 июля 1920 года ВЦИК утвердил новый вариант герба, разработанный художником Н. А. Андреевым. Окончательно новый герб был узаконен Конституцией РСФСР, принятой XII Всероссийским съездом Советов 11 мая 1925 года.
Герб образца 1978 года не претерпел значительных изменений — была лишь добавлена красная звезда. С незначительными изменениями этот герб просуществовал до 1991 года.

## Герб Российской Федерации

Современный герб России

В 1991—1993 годах в России продолжали использовать герб образца 1978 года, однако надпись «РСФСР» на щите была заменена на «Российская Федерация» (в связи с переименованием государства).
Современный государственный герб был принят в 1993 году. Он заменил герб РСФСР в качестве государственного. Современный герб содержит основные исторические элементы герба Российской империи, кроме Андреевского ордена, однако большинство царских символов лишены в республике, главой которой является президент, какого-либо смысла. Герб разрешается изображать без геральдического щита.
В 2000 году был принят закон «О Государственном гербе Российской Федерации», устанавливающий описание и порядок использования герба.

## Примечание
1. ↑  Соболева Н. А., Артамонов В. А. Символы России. — М.: Панорама, 1993—208 с. — С. 23.
2. ↑  Силаев А. Г. Истоки русской геральдики — М., 2002.
3. ↑  Государственный герб // Энциклопедический словарь Брокгауза и Ефрона
4. ↑  Ульянов О. Г. От Нового Рима к Третьему Риму: к вопросу о translatio герба с двуглавым орлом Архивная копия от 30 октября 2021 на Wayback Machine
5. ↑  Relazione di Moscovia Scritta da Raffaello Barberino al conte di Nubarola, Anversa li 16 ottobre, 1565 / a cura di Maria Giulia Barberini, Idalberto Fei. Palermo: Sellerio, 1996.
6. ↑  Почему двуглавый орел победил единорога? Архивная копия от 26 августа 2021 на Wayback Machine (heraldry.hobby.ru)
7. ↑  Державные кавалеры. Иностранные ордена российских императоров. Каталог выставки в Московском Кремле. — М., 2010. — С. 68
8. ↑  Высочайше утвержденныя подробныя описанія государственнаго герба, государственной печати и гербовъ Членовъ Императорскаго Дома. Дата обращения: 11 апреля 2016. Архивировано 19 марта 2016 года.11 апреля 1857 года
9. ↑  Герб России, 1917 Архивная копия от 26 августа 2021 на Wayback Machine (heraldicum.ru)
10. ↑  Ражнёв Г. В., Ранчугова Н. Г. Социальные представления Белой армии о гербе России (на примере проектов Г. А. Ильина и И. Д. Шадра). — Гербоведение, том IV. — М., 2015. — С. 54—64.
11. ↑  Конституция (основной закон) Российской Социалистической Федеративной Советской Республики 1918 года. Архивировано 8 декабря 2021 года.
12. ↑  О Государственном гербе Российской Федерации Архивная копия от 26 августа 2021 на Wayback Machine (kremlin.ru)